# Carlo Mascaretti
Carlo Mascaretti, meglio noto con lo pseudonimo anagrammato di Americo Scarlatti e anche con quello di Neo Ginesio (Pianello Val Tidone, 27 gennaio 1855 – Roma, 22 maggio 1928), è stato un bibliotecario, scrittore e giornalista italiano.

## Biografia
Nato in un piccolo comune dell'odierna provincia di Piacenza, cugino del librettista Luigi Illica, laureato in legge, Carlo Mascaretti, bibliotecario dal 1888 al 1925 presso la Biblioteca nazionale di Roma, allora Biblioteca centrale Vittorio Emanuele II, ospitata nella vecchia sede del Collegio Romano, deve la sua fama principalmente all'opera Et ab hic et ab hoc (tradotto dal latino: "Un po' di questo e un po' di quello"), una raccolta che ha per sottotitolo Stranezze, bizzarrie, scherzi e bisticci letterari, pubblicata dalla Società editrice Laziale di Roma, due serie, la prima del 1900 e la seconda del 1904 [?] (gli anni di pubblicazione sono ripresi dall'OPAC), e poi, dal 1915 al 1934, in 13 volumi dall'Unione Tipografico-Editrice Torinese, (compreso il poco conosciuto Intermezzo di Vaticinii uscito nel 1919 senza indicazione di numero, che raccoglie alcune poesie di Scalatti). In anni recenti, nel 1988, il primo volume, Amenità letterarie, è stato ripubblicato dalla casa editrice Salani con una prefazione di Guido Almansi. Nel 2015, esce a cura di Mario Noja, presso l'editore La Vita Felice di Milano, la ristampa del volume XI dedicato alle Curiosità bibliografiche.
Per dare un esempio delle stramberie letterarie raccolte da Mascaretti ed incluse nel suo Et ab hic et ab hoc, possiamo citare qualche verso dello scherzo poetico Parole per musica  di Pietro Ferrigni, noto con lo pseudonimo "Yorick figlio di Yorick":
Quando, talor frattanto, / Forse sebben così, / Giammai piuttosto alquanto / Come perché bensì: // Ecco repente altronde / Quasi eziandio perciò, / Anzi altresì laonde / Purtroppo, invan però! // Ma se per fin mediante / Quantunque attesoché, / Ahi! sempre nonostante, / Conciossiacosaché!

## Opere

### Pubblicate con lo pseudonimo di Americo Scarlatti
- Fame dell'oro, Roma, Edoardo Perino, 1889.
- Referendum di una musa, Torino, Paravia, 1902.
- I soprannomi, s.l., s.n., 1903.
- I proverbi topici, Roma, s.n., 1908.
- Le nove patrie, Estr. dalla rivista "Minerva", Roma, Stab. Armani & Stein, 1915.
- I tre colori della nostra bandiera, Estr. dalla rivista "Minerva", Roma, Stab. Armani & Stein, 1915.
- La divinità della vittoria, la Germania in Campidoglio, Estr. dalla "Scena illustrata", num. 11, Firenze, Stab. tip. della Scena illustrata, 1915.
- Et ab hic et ab hoc, 12 voll., Torino, Utet, 1915-1934. Comprende:

1: Amenità letterarie, 1915
2: Il castello dei sogni, 1918
[senza indicazione di numero]. Intermezzo di Vaticinii, 1919
3: Corpusculum inscriptionum, 1920
4: Altre iscrizioni eclettiche, 1921
5: Iscrizioni caratteristiche di edifici, 1922
6: Curiosità storiche, 1925
7: Curiosità del commercio e della vita, 1927
8: Mondo femminile ignoto, 1928
9: Le malattie del linguaggio, 1930
10: Nomi, cognomi e soprannomi, 1931
11: Curiosità bibliografiche, 1932
12: Curiosità artistiche, 1934
- La nostra guerra e la poesia, Roma, Stab. E. Armani, 1916.
- Canto dei figli d'Italia, Estr. dalla rivista "Minerva", 16 gennaio 1917.
- Il "castello dei sogni" e la necessità del dolore, Estr. dalla rivista "Minerva", Roma, s.n., 1917.
- Il poeta deputato, Estr. dalla rivista "Minerva", Roma, Stab. E. Armani, 1919?
- Commemorazione di Luigi Illica. A cura del Comitato per le onoranze e della Deputazione teatrale. Teatro Municipale di Piacenza, Piacenza, Stab. Tip. Piacentino, 1921.
- Sulle ali della fantasia. Storie d'ogni colore, Piacenza, Porta, 1922.
- Le incompatibilità della massoneria, Firenze, Stab. tip. Scena illustrata, 1923.
- Il tesoro inviolabile. Romanzo storico egiziano dell'epoca dei faraoni, Torino, Cosmopolis, 1927.

### Pubblicate con lo pseudonimo di Neo Ginesio
- In morte di Vittorio Emanuele II. Primo re d'Italia. Carme di Neo Ginesio, Roma, Tipografia del Senato, 1878.
- Alla luna. Carme secolare, Milano, Tipografia editrice lombarda, 1879.
- Erotica. Canzoniere arci-stecchettiano, Torino, G. Candeletti, 1880.
- Protestiamo, Torino, Tipografia edit. G. Candeletti, 1880.
- Il libro dei peccati. Almanacco opimo, anno 1, Torino, Tipografia Lit. Fratelli Pozzo, 1885.
- Il mio programma. Elezioni generali politiche del 1886, Torino, Tipografia Festa e Tarizzo, 1886.
- Sugli amori degli uomini del prof. Paolo Mantegazza. Pornologio, con aggiunta la Risurrezione di Sbarbaro, Torino, Tipografia Lit. Fratelli Pezzo, 1886.